# زاك مرادي
سيماكو «زاك» مُرادي (بالإنجليزية: Zak Moradi)‏ (30 ديسمبر 1990) هو لاعب قذف إيرلندي عراقي المولد يلعب كركن في الزاوية اليسرى لفريق ليتريم . 
ولد مرادي في الرمادي بالعراق ، وانتقل مع عائلته إلى كاريك أون شانون، أيرلندا عام 2002. ولعب لأول مرة في المنافسة للصغار دون السن القانونية مع نادي سانت ماري كيلتوغرت . بعد انتقاله إلى دبلن ، انضم مرادي إلى نادي توماس ديفيس .
ظهر مرادي لأول مرة على الساحة بين المقاطعات عندما انضم إلى فريق ليتريم في عام 2010. منذ ذلك الحين أصبح عضوا عاديا في البداية من خمسة عشر. في عام 2016 ، تم إدراج مرادي في بطولة كأس لوري ماغير 15.
في يونيو 2019 ، كان مورادي جزءًا من فريق ليتريم الذي فاز بكأس لوري ماجر 2019 بعد فوزه على لانكشاير 2-23 إلى 2-22 في كروك بارك .  

## مرتبة الشرف
يتريم
- كأس لوري ماغير (1): 2019